# آلن شپارد
آلن بارتلت شپارد جی‌آر (به انگلیسی: Alan Bartlett Shepard, Jr) - (۱۸ نوامبر ۱۹۲۳ - ۲۱ ژوئیه ۱۹۹۸)، نخستین فضانورد ایالات متحده آمریکا در مأموریت مرکوری-رِدستون ۳ و پنجمین انسان روی ماه در مأموریت آپولو ۱۴ است.